# 能高山灰木
能高山灰木（学名：Symplocos nokoensis）为灰木科灰木屬下的一个种。

## 扩展阅读
- 維基物種上的相關：能高山灰木